# Systematik der Nachtschatten

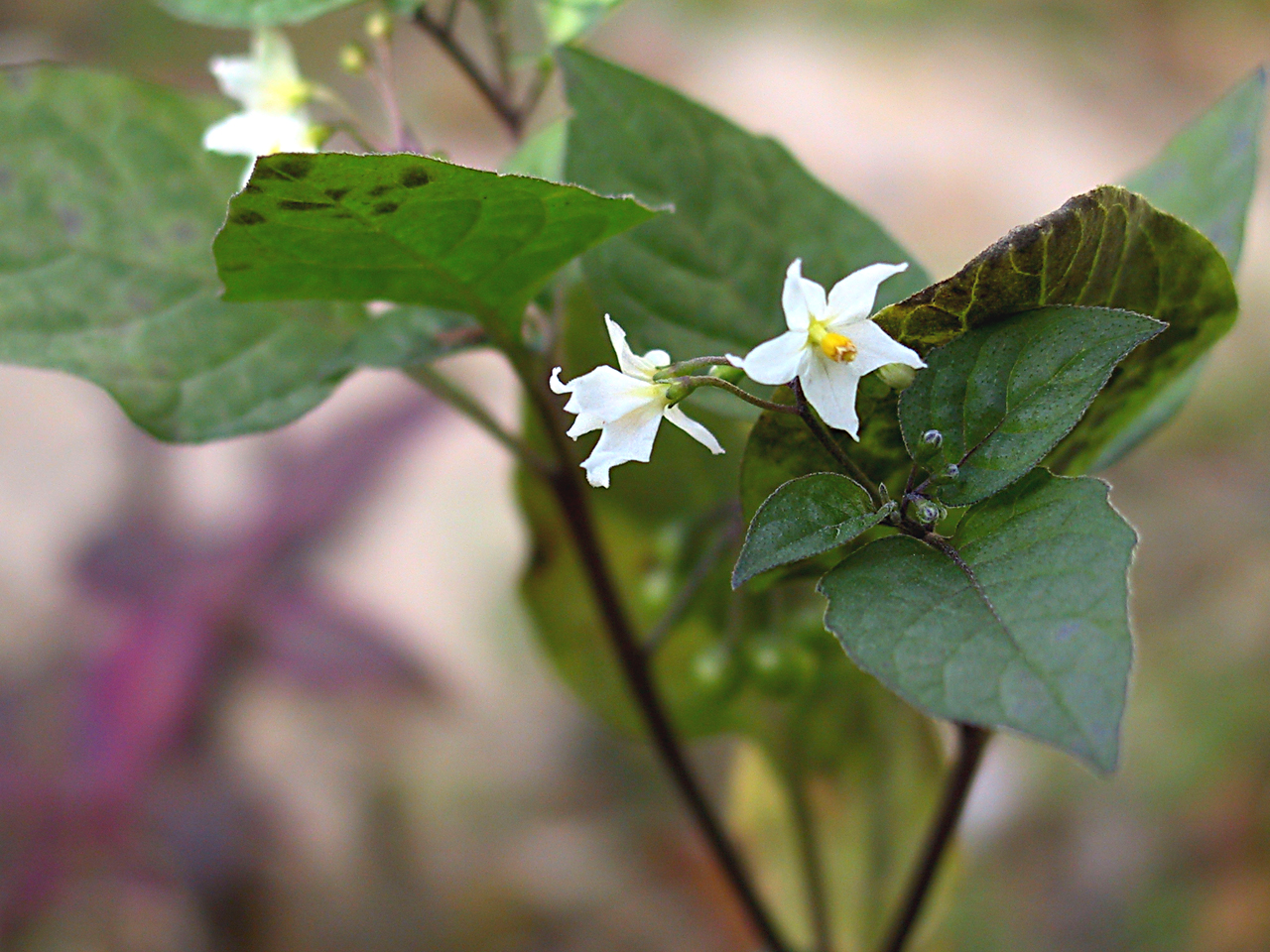
Die Typusart der Gattung: der Schwarze Nachtschatten (Solanum nigrum)

Die Systematik der Nachtschatten bietet einen Überblick über die anerkannten Arten der Gattung Nachtschatten (Solanum) und ihre phylogenetische Stellung innerhalb der Gattung. Einer Hochrechnung zufolge, die das Verhältnis der akzeptierten und insgesamt veröffentlichten Namen aus aktuellen Monographien einzelner Gruppen innerhalb der Gattung beachtet, gehören etwa 1328 Arten zu den Nachtschatten. Damit ist sie eine der größten Pflanzengattungen überhaupt.
Die hier dargestellte Systematik basiert auf molekularbiologischen Untersuchungen, auf deren Grundlage Lynn Bohs 2005 die Gattung in zwölf Kladen unterteilt. Die Zuordnung der Arten zu den einzelnen Kladen ist aus den referenzierten wissenschaftlichen Arbeiten übernommen. Die durch diese Arbeiten ermittelten verwandtschaftlichen Verhältnisse zwischen den Kladen sind im folgenden Kladogramm dargestellt:
|  | Morelloid-Klade   |
|  |                   |
|  | Dulcamaroid-Klade |
|  |                   |

|                                                                         | Wendlandii/Allophyllum-Klade |
|                                                                         |                              |
|                                                                         | Cyphomandra-Klade            |
|                                                                         |                              |
|                                                                         | Geminata-Klade               |
|                                                                         |                              |
|                                                                         | Brevantherum-Klade           |
|                                                                         |                              |
|                                                                         | Leptostemonum-Klade          |
| Vorlage:Klade/Wartung/3 Vorlage:Klade/Wartung/4 Vorlage:Klade/Wartung/5 |                              |

|  | Morelloid-Klade   |
|  |                   |
|  | Dulcamaroid-Klade |
|  |                   |

|                                                                         | Wendlandii/Allophyllum-Klade |
|                                                                         |                              |
|                                                                         | Cyphomandra-Klade            |
|                                                                         |                              |
|                                                                         | Geminata-Klade               |
|                                                                         |                              |
|                                                                         | Brevantherum-Klade           |
|                                                                         |                              |
|                                                                         | Leptostemonum-Klade          |
| Vorlage:Klade/Wartung/3 Vorlage:Klade/Wartung/4 Vorlage:Klade/Wartung/5 |                              |

## Thelopodium-Klade
Die drei Arten der Thelopodium-Klade zeichnen sich durch vergrößerte Wurzeln, einen Wuchs mit einem einzigen Stamm mit wenigen Sympodien und Blüten mit schmalen, zugespitzten und zweigestaltigen Staubbeuteln aus.
Arten innerhalb der Klade:
| - Solanum dimorphandrum S. Knapp - Solanum monarchostemon S. Knapp - Solanum thelopodium Sendtn. |

## Regmandra-Klade
In traditionellen Systematiken als Sektion Regmandra entweder in die Untergattung Potatoe oder der Untergattung Solanum zugeordnet, bildet die Regmandra-Klade eine eigenständige, relativ basal stehende Klade innerhalb der Nachtschatten. Sie haben einen krautigen Wuchs und oftmals fiederartig geteilte, dicke Laubblätter mit manchmal geflügelten Blütenstielen und Stängeln.
Arten innerhalb der Klade:
| - Solanum brachyantherum Phil. - Solanum coquimbense J. R. Benn. - Solanum edmondstonii Hook. f. - Solanum herbabona Reiche | - Solanum indivisum Witasek ex J. R. Benn. - Solanum montanum L. - Solanum multifidum Lam. | - Solanum paposanum Phil. - Solanum pinnatum Cav. - Solanum remyanum Phil. |

## Archaesolanum-Klade
Die Arten der in traditionellen Systematiken als Untergattung Archaesolanum anerkannte Archaesolanum-Klade kommen ausschließlich in Australien, Neuguinea und Neuseeland vor. Als einzige Vertreter der Gattung besitzen sie eine Basischromosomenzahl von n=23. Ihre charakteristischen morphologischen Merkmale sind sympodiale Einheiten aus mehreren Blättern, radförmige Blütenkronen mit einem stark ausgeprägten zusätzlichen Gewebe zwischen den Kronblättern, relativ lange Staubfäden und Früchte mit vielen Steinzellen.
Arten innerhalb der Klade:
| - Solanum aviculare G.Forst. - Solanum capsiciforme (Domin) G.T.S.Baylis - Solanum laciniatum Aiton | - Solanum linearifolium Geras. ex Symon - Solanum multivenosum Symon - Solanum simile F.Muell. | - Solanum symonii H.Eichler - Solanum vescum F.Muell. |

## Normania-Klade
Die Arten der Normania-Klade wurden lange Zeit in die eigenständigen Gattungen Normania und Triguera gestellt, konnten aber durch molekularbiologische Untersuchungen zu den Nachtschatten gestellt werden. Die Vertreter sind Endemiten Makaronesiens und der naheliegenden Gebiete Spaniens und Nordafrikas. Sie wachsen als krautige oder schwach verholzende Pflanzen, haben laubblattartige, sich vergrößernde Blütenkelche, zygomorphe Kronen und fast gleichgestaltige bis stark ungleichgestaltige Staubblätter. Ihre Staubbeutel besitzen hornartige Anhänge und springen sowohl durch Poren an Spitzen als auch durch Längsschlitze auf. Die Früchte sind trocken oder beinhalten nur wenig Fruchtfleisch und wenige, große Samen. Die Kolpen der Pollenkörner sind an den Polen vereint.
Arten innerhalb der Klade:
| - Solanum herculeum Bohs - Solanum nava Webb & Berthel. - Solanum trisectum Dunal |

## Afrikanische, nicht-stachelige Klade
In dieser Klade befindet sich neben den traditionell in die Sektionen Afrosolanum, Quadrangulare und Benderianum gestellten Arten der Untergattung Solanum auch die als monotypisch geführte Untergattung Lyciosolanum mit Solanum guineense. Gemeinsame morphologische Merkmale sind nur wenig bekannt, dazu gehören möglicherweise der Wuchs als Strauch oder Kletterpflanze, die ungeteilten oder gegabelten Trichome und purpurne oder weiße, sternförmige Blütenkronen.
Arten innerhalb der Klade:
| - Solanum africanum Mill. - Solanum batoides D’Arcy & Rakot. - Solanum benderianum A.Schimp. ex Engl. - Solanum betroka D’Arcy & Rakot. - Solanum campanuliflorum C.H.Wright - Solanum guineense L. - Solanum humblotii Dammer | - Solanum imamense Dunal - Solanum ivohibe D’Arcy & Rakot. - Solanum macrothyrsum Dammer - Solanum madagascariense Dunal - Solanum myrsinoides D’Arcy & Rakot. - Solanum nakurense C.H.Wright | - Solanum runsoriense C.H.Wright - Solanum sambiranense D’Arcy & Rakot. - Solanum terminale Forssk. - Solanum trichopetiolatum D’Arcy & Rakot. - Solanum truncicola Bitter - Solanum welwitschii C.H.Wright |

## Kartoffel-Klade
Die Kartoffel-Klade enthält nur einen Teil der als Untergattung Potatoe geführten Arten, nämlich die Sektionen Petota, Anarrhichomenum, Basarthrum, Lycopersicon, Neolycopersicon, Juglandifolia, Etuberosum, Articulatum und Taeniotrichum. Hinzu kommen die Sektionen Herpystichum und Pteroidea, die traditionell zur Untergattung Bassovia gezählt wurden. Gemeinsam ist den Arten der krautige bis schwach holzige, oft kletternde Wuchs und das Auftreten von ausschließlich unverzweigten Trichomen. Zudem bilden die Wurzeln vieler Arten Knollen; Steinzellen fehlen in den Früchten. Eine weitere Gemeinsamkeit und Alleinstellungsmerkmal der Klade könnte das Auftreten von Solanidin- und Tomatidin-Alkaloiden sein.
Arten innerhalb der Klade:
| - Solanum ×aemulans Bitter & Wittm. - Solanum ×blanco-galdosii Ochoa - Solanum ×edinense Berthault - Solanum ×michoacanum (Bitter) Rydb. - Solanum ×procurrens A.C.Leslie - Solanum ×rechei Hawkes & Hjert. - Solanum ×sambucinum Rydb. - Solanum ×vallis-mexici Juz. - Solanum ×viirsooi K.A.Okada & A.M.Clausen - Solanum acaule Bitter - Solanum acroglossum Juz. - Solanum acroscopicum Ochoa - Solanum agrimoniifolium Rydb. - Solanum ajanhuiri Juz. & Bukasov - Solanum albicans (Ochoa) Ochoa - Solanum albornozii Correll - Solanum anamatophilum Ochoa - Solanum anceps Ruiz & Pav. - Solanum andreanum Baker - Solanum angustialatum Bitter - Solanum appendiculatum Dunal - Solanum arcanum Peralta - Solanum augustii Ochoa - Solanum ayacuchense Ochoa - Solanum basendopogon Bitter - Solanum berthaultii Hawkes - Solanum boliviense Dunal - Solanum bombycinum Ochoa - Solanum brevicaule Bitter - Solanum brevifolium Dunal - Solanum buesii Vargas - Solanum bulbocastanum Dunal × Solanum cardiophyllum Lindl. - Solanum bulbocastanum Dunal - Solanum burkartii Ochoa - Solanum cajamarquense Ochoa - Solanum candolleanum Berthault - Solanum canense Rydb. - Solanum cantense Ochoa - Solanum cardiophyllum Lindl. - Solanum caripense Dunal - Solanum catilliflorum G.J.Anderson, Martine, Prohens & Nuez - Solanum chacoense Bitter - Solanum chamaepolybotryon Bitter - Solanum cheesmaniae (L.Riley) Fosberg - Solanum chilense (Dunal) Reiche - Solanum chilliasense Ochoa - Solanum chimborazense Bitter & Sodiro - Solanum chiquidenum Ochoa - Solanum chmielewskii (C.M.Rick, Kesicki, Fobes & M.Holle) D.M.Spooner, G.J.A - Solanum chomatophilum Bitter - Solanum circaeifolium Bitter - Solanum clarum Correll - Solanum cochoae G.J.Anderson & Bernardello - Solanum colombianum Dunal - Solanum commersonii Poir. - Solanum complectens M.Nee & G.J.Anderson - Solanum conicum Ruiz & Pav. | - Solanum contumazaense Ochoa - Solanum corneliomulleri J.F.Macbr. - Solanum crassinervium Tepe - Solanum dalibardiforme Bitter - Solanum demissum Lindl. - Solanum doddsii Correll - Solanum dolichocremastrum Bitter - Solanum ehrenbergii (Bitter) Rydb. - Solanum etuberosum Lindl. - Solanum evolvulifolium Greenm. - Solanum fernandezianum Phil. - Solanum filiforme Ruiz & Pav. - Solanum flahaultii Bitter - Solanum fraxinifolium Dunal - Solanum galapagense S. C. Darwin & Peralta - Solanum garcia-barrigae Ochoa - Solanum gracilifrons Bitter - Solanum guerreroense Correll - Solanum habrochaites S.Knapp & D.M.Spooner - Solanum hastiforme Correll - Solanum heiseri G.J.Anderson - Solanum hintonii Correll - Solanum hjertingii Hawkes - Solanum hougasii Correll - Solanum huancabambense Ochoa - Solanum huaylasense Peralta - Solanum humectophilum Ochoa - Solanum hypacrarthrum Bitter - Solanum immite Dunal - Solanum incasicum Ochoa - Solanum incurvum Ruiz & Pav. - Solanum infundibuliforme Phil. - Solanum ionidium Bitter - Solanum iopetalum (Bitter) Hawkes - Solanum jamesii Torr. - Solanum juglandifolium Dunal - Solanum juzepczukii Bukasov - Solanum kurtzianum Bitter & Wittm. - Solanum laxissimum Bitter - Solanum lesteri Hawkes & Hjert. - Solanum limbaniense Ochoa - Solanum limoncochaense Tepe - Solanum lobbianum Bitter - Solanum longiconicum Bitter - Solanum loxophyllum Bitter - Solanum lycopersicoides Dunal - Tomate (Solanum lycopersicum L.) - Solanum maglia Schltdl. - Solanum malmeanum Bitter - Solanum medians Bitter - Solanum microdontum Bitter - Solanum minutifoliolum Correll - Solanum mite Ruiz & Pav. - Solanum mochiquense Ochoa - Solanum morelliforme Bitter & Münch - Solanum multiinterruptum Bitter | - Pepino (Solanum muricatum Aiton) - Solanum neocardenasii Hawkes & Hjert. - Solanum neorickii D.M.Spooner, G.J.Anderson & R.K.Jansen - Solanum neorossii Hawkes & Hjert. - Solanum neovavilovii Ochoa - Solanum neoweberbaueri Wittm. - Solanum nubicola Ochoa - Solanum ochrancanthum Bitter - Solanum ochranthum Dunal - Solanum okadae Hawkes & Hjert. - Solanum olmosense Ochoa - Solanum oxycarpum Schiede - Solanum oxycoccoides Bitter - Solanum pacificum Tepe - Solanum palustre Schltdl. - Solanum paucissectum Ochoa - Solanum pennellii Correll - Solanum pentaphyllum Bitter - Solanum perlongistylum G.J.Anderson, Martine, Prohens & Nuez - Solanum peruvianum L. - Solanum phaseoloides Pol. - Solanum pimpinellifolium L. - Solanum pinnatisectum Dunal - Solanum piurae Bitter - Solanum polyadenium Greenm. - Solanum raquialatum Ochoa - Solanum rhomboideilanceolatum Ochoa - Solanum salasianum Ochoa - Solanum savanillense Bitter - Solanum scabrifolium Ochoa - Solanum simplicissimum Ochoa - Solanum siphonobasis Bitter - Solanum sitiens I.M.Johnst. - Solanum skutchii Correll - Solanum sodiroi Bitter - Solanum sogarandinum Ochoa - Solanum stenophyllidium Bitter - Solanum stoloniferum Schltdl. - Solanum suaveolens Kunth & C.D.Bouché - Solanum subvelutinum Rydb. - Solanum tabanoense Correll - Solanum tacanense Lundell - Solanum taeniotrichum Correll - Solanum tarnii Hawkes & Hjert. - Solanum ternatum Ruiz & Pav. - Solanum trachycarpum Bitter & Sodiro - Solanum trifidum Correll - Solanum trinitense Ochoa - Solanum trizygum Bitter - Kartoffel (Solanum tuberosum L.) - Solanum uleanum Bitter - Solanum venturii Hawkes & Hjert. - Solanum vernei Bitter & Wittm. - Solanum verrucosum Schltdl. - Solanum violaceimarmoratum Bitter - Solanum wittmackii Bitter |

## Morelloid/Dulcamaroid-Klade
Die Morelloid- und die Dulcamaroid-Klade bilden zusammen wiederum eine monophyletische Klade. Beide Gruppen werden jedoch aufgrund ihrer Eigenständigkeit einzeln geführt.

### Morelloid-Klade
Innerhalb der Morelloid-Klade befinden sich Arten, die den Sektionen Solanum, Campanulisolanum, Parasolanum, Episarcophyllum und Chamaesarachidium innerhalb der Untergattung Solanum zugeordnet wurden. Mit Ausnahme der Vertreter der Sektion Parasolanum sind sich die Arten morphologisch sehr ähnlich, so dass eine klare Trennung der Sektionen nicht möglich ist. Zudem zeigen phylogenetische Untersuchungen, dass auch die drei Vertreter der Sektion Parasolanum keine monophyletische Einheit bilden, also jeweils näher mit anderen Arten der Klade verwandt sind. Morphologische Gemeinsamkeiten sind ein krautiger bis schwach holziger Wuchs, zwei- bis dreiblättrige sympodiale Einheiten, oftmals behaarte Staubfäden und Griffel, sowie kleine Steinzellen in den Früchten.
Arten innerhalb der Klade:
| - Solanum aloysiifolium Dunal - Solanum alpinum Zoll. & Moritzi - Solanum americanum Mill. - Solanum annuum C.V.Morton - Solanum anomalostemon Dunal - Solanum caesium Griseb. - Solanum chamaesarachidium Bitter - Solanum chenopodioides Lam. - Solanum cochabambense Bitter - Solanum collectaneum C.V.Morton - Solanum concarense Hunz. - Solanum corymbosum Jacq. - Solanum coxii Phil. - Solanum crebrum C.V.Morton & L.B.Sm. - Solanum dasyadenium Bitter - Solanum deterrimum C.V.Morton - Solanum dianthum Rusby - Solanum douglasii Dunal - Solanum echegarayi Hieron. - Solanum excisirhombeum Bitter - Solanum fiebrigii Bitter - Solanum florulentum Bitter - Solanum forsteri Seem. - Solanum fragile Wedd. | - Solanum furcatum Dunal - Solanum gilioides Rusby - Solanum glaberrimum C.V.Morton - Solanum gonocladum Dunal - Solanum hastatilobum Bitter - Solanum hirtulum Steud. ex A.Rich. - Solanum huayavillense Del Vitto & Peten. - Solanum interandinum Bitter - Solanum juncalense Reiche - Solanum macrotonum Bitter - Solanum memphiticum J.F.Gmel. - Solanum merrillianum Liou - Solanum metarsium C.V.Morton - Solanum nigrescens M.Martens & Galeotti - Schwarzer Nachtschatten (Solanum nigrum L.) - Solanum opacum A.Braun & Bouché - Solanum palitans C.V.Morton - Solanum pallidum Rusby - Solanum physalidicalyx Bitter - Argentinischer Nachtschatten (Solanum physalifolium Rusby) - Solanum pilcomayense Morong - Solanum polyphyllum Phil. - Solanum profusum C.V.Morton | - Solanum ptychanthum Dunal - Solanum pygmaeum Cav. - Solanum radicans L.f. - Solanum reductum C.V.Morton - Solanum restrictum C.V.Morton - Solanum retroflexum Dunal - Solanum riojense Bitter - Solanum salamancae Hunz. & Barboza - Solanum sanfurgoi Phil. - Saracho-Nachtschatten (Solanum sarrachoides Sendtn.) - Solanum scabrum Mill. - Solanum sinaicum Boiss. - Solanum sinuatiexcisum Bitter - Solanum sinuatirecurvum Bitter - Solanum tarderemotum Bitter - Solanum tredecimgranum Bitter - Dreiblütiger Nachtschatten (Solanum triflorum Nutt.) - Solanum tripartitum Dunal - Solanum tweedianum Hook. - Solanum umalilaense Manoko - Solanum vervoorstii C.V.Morton - Gelbfrüchtiger Nachtschatten (Solanum villosum Mill.) - Solanum weddellii Phil. |

### Dulcamaroid-Klade
Die Dulcamaroid-Klade setzt sich aus Arten zusammen, die nach traditioneller Sichtweise Teil von drei verschiedenen Untergattungen (Potatoe, Solanum und Minon) waren. Ebenso wie in der Morelloid-Klade sind die Grenzen zwischen den beschriebenen Sektionen nur schwer zu ziehen, oftmals sind sie nicht monophyletisch. Gemeinsam ist den Vertretern der oftmals kletternde Wuchs, die unverzweigten, gegabelten oder seeigelartig verzweigten Trichome und das Fehlen von Steinzellen in den Früchten.
Arten innerhalb der Klade:
| - Solanum agnoston S.Knapp - Solanum aligerum Schltdl. - Solanum alphonsei Dunal - Solanum amygdalifolium Steud. - Solanum angustifidum Bitter - Solanum aspersum S.Knapp - Solanum aureum Dunal - Solanum boldoense Dunal & A.DC. - Solanum calileguae Cabrera - Solanum coalitum S.Knapp - Solanum crispum Ruiz & Pav. - Solanum cutervanum Zahlbr. - Solanum dichroandrum Dunal - Bittersüßer Nachtschatten (Solanum dulcamara L.) - Solanum dulcamaroides Poir. | - Solanum endoadenium Bitter - Solanum flaccidum Vell. - Solanum imbaburense S.Knapp - Solanum inodorum Vell. - Solanum kulliwaita S.Knapp - Jasminblütiger Nachtschatten (Solanum laxum Spreng.) - Solanum leiophyllum Benth. - Solanum luculentum S.Knapp - Solanum lyratum Thunb. - Solanum macbridei Hunz. & Lallana - Solanum muenscheri Standl. & Steyerm. - Solanum nitidum Ruiz & Pav. - Solanum odoriferum Vell. - Solanum pittosporifolium Hemsl. - Solanum pubigerum Dunal | - Solanum pyrifolium Lam. - Solanum ruizii S.Knapp - Solanum salicifolium Phil. - Solanum sanchez-vegae S.Knapp - Brasilianischer Nachtschatten (Solanum seaforthianum Andrews) - Solanum septemlobum Bunge - Solanum sousae S.Knapp - Solanum stenophyllum Dunal - Solanum storkii C.V.Morton & Standl. - Solanum triquetrum Cav. - Solanum umbelliferum Eschsch. - Solanum uncinellum Lindl. - Solanum valdiviense Dunal - Solanum viscosissimum Sendtn. - Solanum wallacei (A.Gray) Parish |

## Wendlandii/Allophyllum-Klade
Diese Klade besteht aus den Arten, die traditionell den Sektionen Allophyllum und Aculeigerum zugeordnet waren. Da die morphologischen Ähnlichkeiten zwischen beiden Sektionen nicht sonderlich stark sind, wurden sie dementsprechend meist weit entfernt voneinander in die Unterteilung der Gattung gruppiert. Einige Arten der Sektion Allophyllum wurden beispielsweise in die Gattung Cyphomandra (jetzt: Solanum sect. Pachyphylla) eingeordnet. Die Sektion Aculeigerum wurde meist der Untergattung Leptostemonum zugeordnet, obwohl den Arten die typischen sternförmigen Trichome fehlen. Gemeinsam haben alle Arten der Klade nur die spitz zulaufenden Staubbeutel, die sich durch kleine endständige Poren öffnen, die ausschließlich unverzweigten Trichome und oftmals fiederig gelappte Laubblätter.
Arten innerhalb der Klade:
| - Solanum barbeyanum Huber - Solanum clandestinum Bohs - Solanum cobanense J.L.Gentry - Solanum hoehnei C.V.Morton | - Solanum glaucescens Zucc. - Solanum graveolens Bunbury - Solanum nemorense Dunal | - Solanum refractum Hook. & Arn. - Solanum reptans Bunbury - Costa-Rica-Nachtschatten (Solanum wendlandii Hook.f.) |

## Cyphomandra-Klade
Die Cyphomandra-Klade vereint die Arten der Sektionen Pachyphylla, Cyphomandropsis und Glaucophyllum. Die Sektion Pachyphylla wurde bis 1995 oft als eigenständige Gattung Cyphomandra geführt, manche Autoren führten die Sektion innerhalb der Nachtschatten, jedoch mit unterschiedlicher Einordnung innerhalb der Gattung. 1995 jedoch zeigten molekularbiologische Untersuchungen die Zugehörigkeit zu den Nachtschatten. Alle Arten der Klade sind verholzende Sträucher oder Bäume. Die Staubbeutel besitzen oftmals ein vergrößertes oder hervorstehendes Konnektivgewebe oder ebensolche Rückseiten.
Arten innerhalb der Klade:
| - Solanum allophyllum (Miers) Standl. - Solanum amotapense Svenson - Tamarillo (Solanum betaceum Cav.) - Solanum cacosmum Bohs - Solanum cajanumense Kunth - Solanum calidum Bohs - Solanum circinatum Bohs - Solanum confusum C.V.Morton - Solanum corymbiflorum (Sendtn.) Bohs - Solanum cylindricum Vell. - Solanum diploconos (Mart.) Bohs - Solanum diversifolium Dunal - Solanum endopogon (Bitter) Bohs - Solanum exiguum Bohs - Solanum fallax Bohs - Solanum fortunense Bohs - Solanum fusiforme L.B.Sm. & Downs | - Solanum glaucophyllum Desf. - Solanum hibernum Bohs - Solanum hutchisonii (J.F.Macbr.) Bohs - Solanum latiflorum Bohs - Solanum luridifuscescens Bitter - Solanum luteoalbum Pers. - Solanum mapiriense Bitter - Solanum maranguapense Bitter - Solanum matadori Smith & Downs - Solanum maternum Bohs - Solanum melissarum Bohs - Solanum morellifolium Bohs - Solanum obliquum Ruiz & Pav. - Solanum occultum Bohs - Solanum ovum-fringillae (Dunal) Bohs - Solanum oxyphyllum C.V.Morton - Solanum paralum Bohs | - Solanum pelagicum Bohs - Solanum pendulum Ruiz & Pav. - Solanum pinetorum (L.B.Sm. & Downs) Bohs - Solanum premnifolium (Miers) Bohs - Solanum proteanthum Bohs - Solanum rojasianum (Standl. & Steyerm.) Bohs - Solanum roseum Bohs - Solanum sciadostylis (Sendtn.) Bohs - Solanum sibundoyense (Bohs) Bohs - Solanum stuckertii Bitter - Solanum sycocarpum Mart. & Sendtn. - Solanum tegore Aubl. - Solanum tenuisetosum (Bitter) Bohs - Solanum tobagense (Sandwith) Bohs - Solanum unilobum (Rusby) Bohs - Solanum zumbense Bohs |

## Geminata-Klade
Die Geminata-Klade setzt sich aus Arten zusammen, die nach traditioneller Systematik den Untergattungen Solanum (dort Sektionen Geminata, Delitescens und Diamonon) oder Minon (dort Sektion Pseudocapsicum und Teile der Sektion Holophylla) zugerechnet wurden. Die Arten sind verholzend, haben unverzweigte oder baumförmig verzweigte Trichome, langgestreckte Staubbeutel, die sich über große Poren an den Spitzen öffnen und Früchte, in denen keine Steinzellen vorkommen.
Arten innerhalb der Klade:
| - Solanum abitaguense S.Knapp - Solanum acropterum Griseb. - Solanum acuminatum Ruiz & Pav. - Solanum alatirameum Bitter - Solanum amblophyllum Hook. - Solanum amnicola S.Knapp - Solanum anisophyllum Van Heurck & Müll.Arg. - Solanum aphyodendron S.Knapp - Solanum arboreum Dunal - Solanum arenarium Sendtn. - Solanum argentinum Bitter & Lillo - Solanum bahianum S.Knapp - Solanum barbulatum Zahlbr. - Solanum bellum S.Knapp - Solanum caavurana Vell. - Solanum callianthum C.V.Morton - Solanum campaniforme Roem. & Schult. - Solanum canoasense L.B.Sm. & Downs - Solanum capillipes Britton - Solanum cassioides L.B.Sm. & Downs - Solanum chalmersii S.Knapp - Solanum chlamydogynum Bitter - Solanum clivorum S.Knapp - Solanum compressum L.B.Sm. & Downs - Solanum confertiseriatum Bitter - Solanum confine Dunal - Solanum conocarpum Rich. ex Dunal - Solanum cordioides S.Knapp - Solanum cornifolium Dunal - Solanum corumbense S.Moore - Solanum cruciferum Bitter - Solanum cucullatum S.Knapp - Solanum cyclophyllum S.Knapp - Solanum daphnophyllum Bitter - Solanum darienense S.Knapp - Solanum dasyneuron S.Knapp - Solanum deflexiflorum Bitter - Solanum delicatulum L.B.Sm. & Downs - Solanum delitescens C.V.Morton - Solanum diphyllum L. - Solanum dissimile C.V.Morton - Solanum dolosum S.Knapp - Solanum elvasioides S.Knapp - Solanum erosomarginatum S.Knapp - Solanum evonymoides Sendtn. - Solanum falconense S.Knapp - Solanum foetens Pittier ex S.Knapp - Solanum gertii S.Knapp | - Solanum gnaphalocarpon Vell. - Solanum goniocaulon S.Knapp - Solanum gonyrhachis S.Knapp - Solanum gratum Bitter - Solanum habrocaulon S.Knapp - Solanum havanense Jacq. - Solanum heleonastes S.Knapp - Solanum humboldtianum Granados-Tochoy & S.Knapp - Solanum hypaleurotrichum Bitter - Solanum hypocalycosarcum Bitter - Solanum imberbe Bitter - Solanum incomptum Bitter - Solanum intermedium Sendtn. - Solanum irregulare C.V.Morton - Solanum kleinii L.B.Sm. & Downs - Solanum laevigatum Dunal - Solanum lasiocladum S.Knapp - Solanum lasiopodium Dunal - Solanum laurifrons Bitter - Solanum leptorhachis Bitter - Solanum leucocarpon Dunal - Solanum lindenii Rusby - Solanum longevirgatum Bitter - Solanum lucens S.Knapp - Solanum malacothrix S.Knapp - Solanum malletii S.Knapp - Solanum mapiricum S.Knapp - Solanum marantifolium Bitter - Solanum maturecalvans Bitter - Solanum microleprodes Bitter - Solanum monadelphum Van Heurck & Müll.Arg. - Solanum monanthemon S.Knapp - Solanum morii S.Knapp - Solanum narcoticosmum Bitter - Solanum naucinum S.Knapp - Solanum nematorhachis S.Knapp - Solanum nigricans M.Martens & Galeotti - Solanum nudum Dunal - Solanum nutans Ruiz & Pav. - Solanum oblongifolium Dunal - Solanum oblongum Ruiz & Pav. - Solanum obovalifolium Benitez - Solanum ochrophyllum Van Heurck & Müll.Arg. - Solanum ombrophilum Pittier ex S.Knapp - Solanum oppositifolium Ruiz & Pav. - Solanum pabstii L.B.Sm. & Downs - Solanum palmillae Standl. - Solanum pastillum S.Knapp | - Solanum pertenue Standl. & C.V.Morton - Solanum platycypellon S.Knapp - Solanum plowmanii S.Knapp - Korallenstrauch (Solanum pseudocapsicum L.) - Solanum pseudodaphnopsis L.A.Mentz & Stehmann - Solanum pseudoquina A.St.-Hil. - Solanum psychotrioides Dunal - Solanum quebradense S.Knapp - Solanum ramonense C.V.Morton & Standl. - Solanum reitzii L.B.Sm. & Downs - Solanum restingae S.Knapp - Solanum ripense Dunal - Solanum roblense Bitter - Solanum robustifrons Bitter - Solanum rovirosanum Donn.Sm. - Solanum sagittantherum Granados-Tochoy & C.I. Orozco - Solanum santosii S.Knapp - Solanum sessile Ruiz & Pav. - Solanum sieberi Van Heurck & Müll.Arg. - Solanum smithii S.Knapp - Solanum spirale Roxb. - Solanum spissifolium Sendtn. - Solanum stipulatum Vell. - Solanum sumacaspi S.Knapp - Solanum superbum S.Knapp - Solanum symmetricum Rusby - Solanum tanysepalum S.Knapp - Solanum tenuiflagellatum S.Knapp - Solanum tepuiense S.Knapp - Solanum tovarii S.Knapp - Solanum trachytrichium Bitter - Solanum trichoneuron Lillo - Solanum triplinervium C.V.Morton - Solanum triste Jacq. - Solanum troyanum Urb. - Solanum tuerckheimii Greenm. - Solanum tunariense Kuntze - Solanum turgidum S.Knapp - Solanum unifoliatum S.Knapp - Solanum vacciniiflorum Standl. & L.O.Williams - Solanum valerianum C.V.Morton & Standl. - Solanum validinervium Benitez & S.Knapp - Solanum venosum Dunal - Solanum warmingii Hiern - Solanum xanthophaeum Bitter - Solanum yanamonense S.Knapp - Solanum youngii S.Knapp |

## Brevantherum-Klade
Traditionell werden die meisten Arten der Klade der Untergattung Minon zugeordnet. Da die Typusart der Untergattung (Solanum pseudocapsicum) jedoch nach molekularbiologischen Erkenntnissen der Geminata-Klade angehört, wäre der korrekte Name für eine Untergattung, die dem hier beschriebenen Umfang entspricht, Brevantherum. Zu den weiterhin hier eingeordneten Sektionen dieser Untergattung (Brevantherum, Extensum, Stellatigeminatum und Cernuum) gruppiert sich die ehemals der Untergattung Solanum zugeordnete Sektion Gonatotrichum, die sich jedoch morphologisch stark von den restlichen Teilen der Klade unterscheidet. Bis auf diese zuletzt genannte Gruppe besitzen die meisten Arten sternförmige Trichome oder feine Schuppen, langgestreckte Staubbeutel, die sich mit großen Poren an den Spitzen öffnen und grüne, gelbe oder purpurn gefärbte Früchte.
Arten innerhalb der Klade:
| - Solanum abutiloides (Griseb.) Bitter & Lillo - Solanum adscendens Sendtn. - Solanum apiahyense Witasek - Solanum appressum K.E.Roe - Solanum argenteum Dunal - Solanum armentalis J.L.Gentry & D’Arcy - Solanum asperum Rich. - Solanum atitlanum K.E.Roe - Solanum axillifolium K.E.Roe - Solanum bicolor Roem. & Schult. - Solanum brevipedicellatum K.E.Roe - Solanum bullatum Vell. - Solanum caldense Carvalho - Solanum carautae Carvalho - Solanum castaneum Carvalho - Solanum celsum Standl. & C.V.Morton - Solanum cernuum Vell. - Solanum chiapasense K.E.Roe - Solanum cinnamomeum Sendtn. - Solanum cladotrichum Dunal - Solanum clathratum Sendtn. - Solanum concinnum Schott ex Sendtn. - Solanum conglobatum Dunal - Solanum cordovense Sessé & Moc. - Solanum davidsei Carvalho - Solanum deflexum Greenm. - Solanum didymum Dunal | - Solanum dillonii S.Knapp - Solanum distichophyllum Sendtn. - Solanum elegans Dunal - Solanum erianthum D.Don - Solanum fulgens (J.F.Macbr.) K.E.Roe - Solanum gemellum Mart. ex Sendtn. - Solanum goodspeedii K.E.Roe - Solanum granuloso-leprosum Dunal - Solanum hazenii Britton - Solanum hirtellum (Spreng.) Hassl. - Solanum iltisii K.E.Roe - Solanum inelegans Rusby - Solanum julocrotonoides Hassl. - Solanum lacerdae Dusén - Solanum lepidotum Dunal - Solanum leucodendron Sendtn. - Solanum lignescens Fernald - Solanum manabiense S.Stern - Solanum mauritianum Scop. - Solanum megalochiton Mart. - Solanum myosotis Dunal - Solanum oliveirae Carvalho - Solanum oxapampense S.Knapp - Solanum pachimatium Dunal - Solanum paranense Dusén - Solanum pereirae Carvalho - Solanum placitum C.V.Morton | - Solanum plumense Fernald - Solanum pulverulentifolium K.E.Roe - Solanum punctulatum Dunal - Solanum ramulosum Sendtn. - Solanum riparium Pers. - Solanum rufescens Sendtn. - Solanum rugosum Dunal - Solanum sanctaecatharinae Dunal - Solanum schlechtendalianum Walp. - Solanum schwackei Glaz. - Solanum selachophyllum Bitter - Solanum sellovianum Sendtn. - Solanum sellowii Dunal - Solanum semotum M.Nee - Solanum sooretamum Carvalho - Solanum steyermarkii Carvalho - Solanum stipulaceum Roem. & Schult. - Solanum subsylvestre L.B.Sm. & Downs - Solanum swartzianum Roem. & Schult. - Solanum trachycyphum Bitter - Solanum turneroides Chodat - Solanum umbellatum Mill. - Solanum umbratile J.R.Johnst. - Solanum vellozianum Dunal - Solanum velutissimum Rusby - Solanum verecundum M.Nee |

## Leptostemonum-Klade
Die Leptostemonum-Klade umfasst alle Arten, die auch traditionell zur Untergattung Leptostemonum gezählt wurden, mit Ausnahme der Sektion Aculeigerum. Ob die Sektion Herposolanum ebenfalls dieser Klade zugehörig ist, konnte bisher noch nicht ermittelt werden. Fast alle Vertreter der Leptostemonum-Klade besitzen sternförmige Trichome und sind mit Stacheln besetzt. Die Staubbeutel sind schmal und zugespitzt, sie öffnen sich über kleine Poren an den Spitzen, die sich nicht zu Schlitzen verlängern.
Arten innerhalb der Klade:
| Alte-Welt-Klade - Solanum abortivum Symon - Solanum aculeastrum Dunal - Äthiopische Eierfrucht (Solanum aethiopicum L.) - Solanum anguivi Lam. - Solanum anfractum Symon - Solanum arundo Mattei - Solanum asymmetriphyllum Specht - Solanum borgmannii Symon - Solanum bumeliifolium Dunal - Solanum burchellii Dunal - Solanum campanulatum R.Br. - Solanum campylacanthum Hochst. ex A.Rich. - Solanum capense L. - Solanum catombelense Peyr. - Solanum chenopodinum F.Muell. - Solanum cinereum R.Br. - Solanum clarkiae Symon - Solanum cleistogamum Symon - Solanum coagulans Forssk. - Solanum cordatum Forssk. - Solanum croatii D’Arcy & R.C.Keating - Solanum cyaneopurpureum De Wild. - Solanum cymbalariifolium Chiov. - Solanum damarense Bitter - Solanum dasyphyllum Schumach. & Thonn. - Solanum dennekense Dammer - Solanum diversiflorum F.Muell. - Solanum echinatum R.Br. - Solanum erythracanthum Dunal - Solanum ferocissimum Lindl. - Solanum flagelliferum Baker - Solanum forskalii Dunal - Solanum furfuraceum R.Br. - Solanum glabratum Dunal - Solanum hastifolium Hochst. ex Dunal - Solanum heinianum D’Arcy & R.C.Keating - Solanum humile Lam. - Solanum inaequiradians Werderm. - Solanum incanum L. - Solanum incompletum Dunal - Solanum kwebense N.E.Br. ex C.H.Wright - Solanum lamprocarpum Bitter - Solanum lanzae J.-P.Lebrun & Stork - Solanum lidii Sunding - Sodomsapfel (Solanum linnaeanum Hepper & P.-M.L. Jaeger) - Solanum litoraneum A.E.Gonç. - Solanum macrocarpon L. - Solanum mahoriense D’Arcy & Rakot. - Weißrandiger Nachtschatten (Solanum marginatum L.f.) - Solanum melastomoides C.H.Wright - Aubergine (Solanum melongena L.) - Solanum monotanthum Dammer - Solanum myoxotrichum Baker - Solanum nemophilum F.Muell. - Solanum nigriviolaceum Bitter - Solanum nossibeense Vatke - Solanum nummularium S.Moore - Solanum pancheri Guillaumin - Solanum panduriforme Drège ex Dunal - Solanum petrophilum F.Muell. - Solanum prinophyllum Dunal - Solanum pugiunculiferum C.T.White - Solanum pyracanthos Lam. - Solanum richardii Dunal - Solanum rubetorum Dunal - Solanum sandwicense Hook. & Arn. - Solanum schimperianum Hochst. ex A.Rich. - Solanum setaceum Dammer - Solanum sodomeodes Kuntze - Solanum stelligerum Sm. - Solanum stipitatostellatum Dammer - Solanum supinum Dunal - Solanum taitense Vatke - Solanum thomsonii C.H.Wright - Solanum toliaraea D’Arcy & Rakot. - Solanum tomentosum L. - Solanum torreanum A.E.Gonç. - Solanum torvoideum Merr. & L.M.Perry - Solanum usaramense Dammer - Solanum vespertilio Aiton - Solanum violaceum Ortega - Thai-Aubergine (Solanum virginianum L.) - Solanum zanzibarense Vatke Elaeagnifolium-Klade - Solanum elaeagnifolium Cav. - Solanum hindsianum Benth. - Solanum houstonii Martyn Micracantha-Klade - Solanum aturense Dunal - Solanum jamaicense Mill. - Solanum volubile Sw. Torva-Klade - Solanum acutilobum Dunal - Solanum albidum Dunal - Solanum asteropilodes Bitter - Solanum caricaefolium Rusby - Solanum chrysotrichum Schltdl. - Solanum comarapanum M.Nee - Solanum crinitipes Dunal - Solanum crotonifolium Dunal - Solanum dolichosepalum Bitter - Solanum glutinosum Dunal - Solanum iodotrichum Van Heurck & Müll.Arg. - Solanum lanceolatum Cav. - Solanum orthacanthum O.E.Schulz - Solanum paniculatum L. - Solanum pluviale Standl. - Solanum pseudoauriculatum Chodat & Hassl. - Solanum rubicaule S.Stern - Solanum saponaceum Dunal - Solanum saturatum M.Nee - Solanum scuticum M.Nee - Pokastrauch (Solanum torvum Sw.) - Solanum variabile Mart. - Solanum whalenii M.Nee Carolinense-Klade - Solanum aridum Morong - Carolina-Nachtschatten (Solanum carolinense L.) Bahamense-Klade - Solanum bahamense L. - Solanum ensifolium Dunal Androceras/Crinitum-Klade - Melonenblatt-Nachtschatten (Solanum citrullifolium A.Braun) - Solanum crinitum Lam. - Solanum falciforme Farruggia - Solanum lycocarpum A.St.-Hil. - Solanum mitlense Dunal - Stachel-Nachtschatten (Solanum rostratum Dunal) Acanthophora-Klade - Solanum acerifolium Dunal - Solanum aculeatissimum Jacq. - Solanum atropurpureum Schrank - Solanum capsicoides All. - Solanum incarceratum Ruiz & Pav. - Kuheuterpflanze (Solanum mammosum L.) - Solanum myriacanthum Dunal - Solanum palinacanthum Dunal - Solanum platense Diekm. - Solanum tenuispinum Rusby - Solanum viarum Dunal Lasiocarpa-Klade - Solanum candidum Lindl. - Solanum felinum Bitter ex Whalen - Solanum hirtum Vahl - Solanum hyporhodium A.Braun & Bouché - Solanum lasiocarpum Dunal - Solanum pectinatum Dunal - Solanum pseudolulo Heiser - Lulo (Solanum quitoense Lam.) - Solanum repandum G.Forst. - Solanum sessiliflorum Dunal - Solanum stramoniifolium Jacq. - Solanum vestissimum Dunal Robustum-Klade - Solanum accrescens Standl. & C.V.Morton - Solanum agrarium Sendtn. - Solanum microphyllum (Lam.) Dunal - Solanum robustum H.L.Wendl. - Solanum stagnale Moric. - Solanum stenandrum Sendtn. Phylogenetisch untersuchte, aber nicht in eine Klade einordenbare Arten - Solanum campechiense L. - Solanum crotonoides Lam. - Solanum hieronymi - Solanum multispinum N.E.Br. - Solanum polygamum Vahl - Klebriger Nachtschatten (Solanum sisymbriifolium Lam.) | Arten mit unbekannter Zuordnung innerhalb der Leptostemonum-Klade - Solanum abutilifolium Rusby - Solanum acanthodapis A.R.Bean - Solanum acanthodes Hook.f. - Solanum achorum S.Stern - Solanum actaeabotrys Rusby - Solanum actephilum Guillaumin - Solanum aculeolatum M.Martens & Galeotti - Solanum adenophorum F.Muell. - Solanum adoense Hochst. ex A.Rich. - Solanum adspersum Witasek - Solanum affine Sendtn. - Solanum aldabrense C.H.Wright - Solanum alternatopinnatum Steud. - Solanum altissimum Benitez - Solanum amblycalyx Dunal - Solanum amblymerum Dunal - Solanum ammophilum A.R.Bean - Solanum angustifolium Mill. - Solanum angustum Domin - Solanum anoacanthum Sendtn. - Solanum anomalum Thonn. - Solanum apaporanum R.E.Schult. - Solanum aparadense L.A.Mentz & M.Nee - Solanum apiculatum Sendtn. - Solanum arachnidanthum Rusby - Solanum argopetalum A.R.Bean - Solanum armourense A.R.Bean - Solanum ashbyae Symon - Solanum asperolanatum Ruiz & Pav. - Solanum asterophorum Mart. - Solanum athenae Symon - Solanum aureitomentosum Bitter - Solanum austro-caledonicum Seem. - Solanum barbisetum Nees - Solanum bauerianum Endl. - Solanum beaugleholei Symon - Solanum bellicosum Bitter - Solanum benadirense Chiov. - Solanum beniense De Wild. - Solanum bequaertii De Wild. - Solanum bistellatum L.B.Sm. & Downs - Solanum bolivianum Britton ex Rusby - Solanum bonariense L. - Solanum brownii Dunal - Solanum buddleifolium Sendtn. - Solanum camptostylum Bitter - Solanum carduiforme F.Muell. - Solanum cataphractum A.Cunn. ex Benth. - Solanum celatum A.R.Bean - Solanum centrale J.M.Black - Solanum cerasiferum Dunal - Solanum chaetophorum C.V.Morton - Solanum chamaeacanthum Griseb. - Solanum chippendalei Symon - Solanum citrinum M.Nee - Solanum coactiliferum J.M.Black - Solanum cocosoides A.R.Bean - Solanum consimile C.V.Morton - Solanum cookii Symon - Solanum coracinum Symon - Solanum cordifolium Dunal - Solanum coriaceum Dunal - Solanum corifolium F.Muell. - Solanum costatum M.Nee - Solanum crassitomentosum Domin - Solanum crebrispinum A.R.Bean - Solanum cunninghamii Benth. - Solanum dallmannianum Warb. - Solanum dammerianum Lauterb. & K.Schum. - Solanum dasyanthum Brandegee - Solanum davisense Whalen - Solanum decompositiflorum Sendtn. - Solanum decorum Sendtn. - Solanum defensum F.Muell. - Solanum deflexicarpum C.Y.Wu & S.C.Huang - Solanum delagoense Dunal - Solanum dendroicum O.E.Schulz & Ekman - Solanum denseaculeatum Symon - Solanum densevestitum F.Muell. ex Benth. - Solanum depauperatum Dunal - Solanum diamantinense Agra - Solanum dianthophorum Dunal - Solanum dimidiatum Raf. - Solanum dimorphispinum C.T.White - Solanum dioicum W.Fitzg. - Solanum discolor R.Br. - Solanum dissectum Symon - Solanum distichum Schumach. & Thonn. - Solanum ditrichum A.R.Bean - Solanum donianumWalp. - Solanum dryanderense A.R.Bean - Solanum dumicola A.R.Bean - Solanum dunalianum Gaudich. - Solanum dysprosium A.R.Bean - Solanum eardleyae Symon - Solanum eburneum Symon - Solanum elachophyllum F.Muell. - Solanum ellipticum R.Br. - Solanum eminens A.R.Bean - Solanum eremophilum F.Muell. - Solanum erythrotrichum Fernald - Solanum esuriale Lindl. - Solanum euacanthum Phil. - Solanum expedunculatum Symon - Solanum ferox L. - Solanum ferrugineum Jacq. - Solanum fervens A.R.Bean - Solanum flagellare Sendtn. - Solanum fosbergianum D’Arcy - Solanum francisii A.R.Bean - Solanum fructu-tecto Cav. - Solanum fulvidum Bitter - Solanum gabrielae Domin - Solanum galbinum A.R.Bean - Solanum gardneri Sendtn. - Solanum gibbsiae J.R.Drumm. - Solanum giganteum Jacq. - Solanum gilesii Symon - Solanum goetzei Dammer - Solanum gomphodes Dunal - Solanum grandiflorum Ruiz & Pav. - Solanum graniticum A.R.Bean - Solanum grayi Rose - Solanum guamense Merr. - Solanum guaraniticum A.St.-Hil. - Solanum gundlachii Urb. - Solanum gympiense Symon - Solanum hamulosum C.T.White - Solanum hapalum A.R.Bean - Solanum harmandii Bonati - Solanum hasslerianum Chodat - Solanum hayesii Fernald - Solanum hesperium Symon - Solanum heteracanthum Merr. & L.M.Perry - Solanum heterodoxum Dunal - Solanum heteropodium Symon - Solanum hexandrum Vell. - Solanum hieronymi Kuntze - Solanum homalospermum Chiarini - Solanum hoplopetalum Bitter & Summerh. - Solanum horridum Dunal - Solanum hovei Dunal - Solanum hugonis Heine - Solanum hystrix R.Br. - Solanum inaequilaterale Merr. - Solanum inaequilaterum Domin - Solanum incanoalabastrum Symon - Solanum infuscatum Symon - Solanum innoxium A.R.Bean - Solanum insidiosum Mart. - Solanum insulae-pinorum Heine - Solanum intonsum A.R.Bean - Solanum involucratum Blume - Solanum jabrense Agra & M.Nee - Solanum johnsonianum A.R.Bean - Solanum johnstonii Whalen - Solanum jubae Bitter - Solanum jucundum A.R.Bean - Solanum jussiaei Dunal - Solanum juvenale Thell. - Solanum kagehense Dammer - Solanum karsense Symon - Solanum kioniotrichum Bitter ex J.F.Macbr. - Solanum lachneion Dammer - Solanum lachnophyllum Symon - Solanum lacunarium F.Muell. | - Solanum lanceifolium Jacq. - Solanum lasiophyllum Dunal - Solanum latens A.R.Bean - Solanum leopoldensis Symon - Solanum leptacanthum Merr. & L.M.Perry - Solanum leptostachys Dunal - Solanum leucandrum Whalen - Solanum leucopogon Huber - Solanum lianoides Elmer - Solanum lichtensteinii Willd. - Solanum limitare A.R.Bean - Solanum longissimum A.R.Bean - Solanum lucani F.Muell. - Solanum lumholtzianum Bartlett - Solanum luzoniense Merr. - Solanum lythrocarpum A.R.Bean - Solanum macaonense Dunal - Solanum macoorai F.M.Bailey - Solanum macracanthum A.Rich. - Solanum maestrense Urb. - Solanum magnifolium F.Muell. - Solanum mankiense Symon - Solanum mauense Bitter - Solanum megalonyx Sendtn. - Solanum melanospermum F.Muell. - Solanum mentiens A.R.Bean - Solanum mesopliarthrum Rojas & Steyerm. - Solanum missimense Symon - Solanum mitchellianum Domin - Solanum moense Britton & Wilson - Solanum monachophyllum Dunal - Solanum mortonii Hunz. - Solanum moxosense M.Nee - Solanum muansense Dammer - Solanum multiflorum Roth ex Roem. & Schult. - Solanum multiglochidiatum Domin - Solanum nelsonii Dunal - Solanum neoanglicum A.R.Bean - Solanum nesiotes Bitter - Solanum nienkui Merr. & Chun - Solanum nobile A.R.Bean - Solanum nolense Symon - Solanum nuricum M.Nee - Solanum oedipus Symon - Solanum oldfieldii F.Muell. - Solanum oligacanthum F.Muell. - Solanum oligandrum Symon - Solanum oocarpum Sendtn. - Solanum orbiculatum Dunal - Solanum ovalifolium Dunal - Solanum pachyandrum Bitter - Solanum pachyneuroides Amshoff - Solanum pachyneurum O.E.Schulz - Solanum paludosum Moric. - Solanum pampaninii Chiov. - Solanum papaverifolium Symon - Solanum papuanum Symon - Solanum paraibanum Agra - Solanum parvifolium R.Br. - Solanum pauperum C.H.Wright - Solanum pedemontanum M.Nee - Solanum pedersenii Cabrera - Solanum peekelii Bitter - Solanum petraeum Symon - Solanum phlomoides A.Cunn. ex Benth. - Solanum piluliferum Dunal - Solanum piperiferum A.Rich. - Solanum platacanthum Dunal - Solanum plicatile (S.Moore) Symon - Solanum poinsettiifolium Rusby - Solanum polyacanthos Lam. - Solanum polytrichum Moric. - Solanum praetermissum Kerr ex Barnett - Solanum pseuderanthemoides Schltr. - Solanum pseudosycophanta Farruggia - Solanum pubescens Willd. - Solanum pumilum Dunal - Solanum pungetium R.Br. - Solanum pusillum A.R.Bean - Solanum pycnanthemum Mart. - Solanum quadriloculatum F.Muell. - Solanum quaesitum C.V.Morton ex Gleason & A.C.Sm. - Solanum reflexiflorum Moric. ex Dunal - Solanum reineckii Briq. - Solanum retrorsum Elmer - Solanum rhytidoandrum Sendtn. - Solanum rigidum Lam. - Solanum rivicola Symon - Solanum rixosum A.R.Bean - Solanum robinsonii Bonati - Solanum rubiginosum Vahl - Solanum rudepannum Dunal - Solanum rupincola Sendtn. - Solanum saruwagedensis Symon - Solanum schefferi F.Muell. - Solanum schenckii Bitter - Solanum schliebenii Werderm. - Solanum schomburghii Sendtn. - Solanum schulzianum Urb. - Solanum schumannianum Dammer - Solanum selleanum Urb. & Ekman - Solanum semiarmatum F.Muell. - Solanum sendtnerianum Van Heurck & Müll.Arg. - Solanum senticosum A.R.Bean - Solanum seretii De Wild. - Solanum serpens A.R.Bean - Solanum setosissimum L.A.Mentz & M.Nee - Solanum shirleyanum Domin - Solanum silvestre A.R.Bean - Solanum somalense Franch. - Solanum sporadotrichum F.Muell. - Solanum stellatiglandulosum Bitter - Solanum stellativelutinum Bitter - Solanum stellativillosum Bitter - Solanum stenopterum A.R.Bean - Solanum stupefactum Symon - Solanum sturtianum F.Muell. - Solanum styraciflorum Schltr. - Solanum subinerme Jacq. - Solanum sublentum Hiern - Solanum subserratum Dunal - Solanum subumbellatum Vell. - Solanum sycophanta Dunal - Solanum tabacicolor Dammer - Solanum talarense Svenson - Solanum tampicense Dunal - Solanum tenuihamatum Bitter - Solanum tenuipes Bartlett - Solanum tenuissimum Sendtn. - Solanum terraneum Symon - Solanum tetramerum Dunal - Solanum tetrandrum R.Br. - Solanum tetrathecum F.Muell. - Solanum tettense Klotzsch - Solanum thomasiifolium Sendtn. - Solanum thorelii Bonati - Solanum toldense Mates. & Barboza - Solanum torricellense Bitter - Solanum trepidans C.H.Wright - Solanum tribulosum Schauer - Solanum trichostylum Merr. & L.M.Perry - Solanum tricuspidatum Dunal - Solanum trilobatum L. - Solanum tudununggae Symon - Solanum tumulicola Symon - Solanum turraeaefolium S.Moore - Solanum ultimum A.R.Bean - Solanum undatum Lam. - Solanum urens Dunal - Solanum urosepalum Dammer - Solanum ursinum Rusby - Solanum usambarense Bitter & Dammer - Solanum vaccinioides Schltr. - Solanum vaillantii Dunal - Solanum vansittartense C.A.Gardner - Solanum velleum Thunb. - Solanum velutinum Dunal - Solanum versicolor A.R.Bean - Solanum vicinum A.R.Bean - Solanum viridifolium Dunal - Solanum wackettii Witasek - Solanum wightii Nees - Solanum wittei Robyns - Solanum woodburyi Howard - Solanum wrightii Benth. - Solanum yirrkalense Symon |